# Rosso di sera (film)
Rosso di sera è un film drammatico del 1989 scritto e diretto da Beppe Cino.

## Trama
Alex è separato e ha una figlia piccola, Elo. Dopo una giovinezza costellata di fallimenti all'università e nell'impegno politico, conduce un'esistenza mediocre a fianco di Margit, la sua nuova compagna, e dei suoi amici Pais e Capace. Margit invita Alex alla festa di compleanno di Giangi che, negli anni '70, era stato coinvolto nella morte del fratello durante una manifestazione studentesca. Alex scopre che Giangi sta intrecciando una relazione clandestina con Margit.